# Tryzub
Il tryzub (in ucraino Тризуб?; lett. "Tridente"), noto anche come tridente ucraino o tridente bizantino d'Ucraina, era lo stemma dei principi Rjurikidi e della Rus' di Kiev. È il simbolo presente nello stemma dell'Ucraina. 
Esistono diverse teorie sull'origine e il significato del tryzub ma nessuna di esse è generalmente accettata: viene spesso interpretato come un'immagine stilizzata di un falco o di un'ancora a forma di croce.

## Storia

### Rus' di Kiev

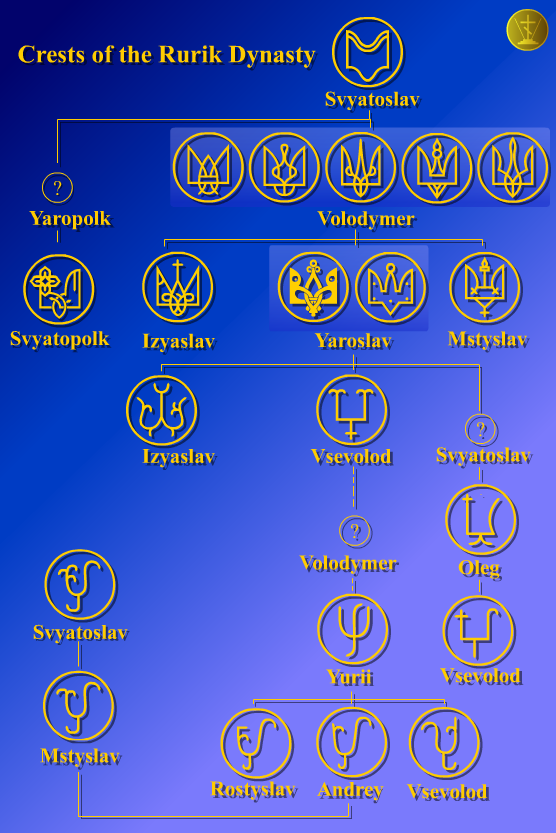
Emblemi personali dei principi della dinastia Rjurik

Nella Rus' di Kiev, il Tridente era un emblema dei principi Rjurikidi, ma si ritiene fosse un antico simbolo slavo.
Non è facile determinare il significato del tridente, almeno perché non se ne trovano menzioni scritte nelle fonti della Rus' kieviana, e gli storici non conoscono nemmeno il suo nome in antico russo.
Oggi, i manufatti più antichi con il tryzub sono quello di Svjatoslav I a due denti (raffigurato su un sigillo trovato nel 1912 durante gli scavi della Chiesa delle Decime), quello su monete d'oro e d'argento di Vladimir I (969-1015). Nella letopis' bulgara Cronaca di Manasse (XIV secolo) vi è un'illustrazione dell'esercito di Svjatoslav nei pressi di Drăstăr con bandiere con tridenti.
I tryzuby sui mattoni della chiesa delle decime a Kiev (986-996) fecero una grande impressione sui contemporanei. I tryzuby furono fusi sulle piastrelle della Cattedrale della dormizione a Volodymyr (1160) ed è presente un unico tryzub inciso nella Cattedrale di Santa Sofia a Kiev sul pilastro della galleria meridionale, che prima della ricostruzione era la parete settentrionale esterna della cattedrale; si ritiene che la forma di questo segno appartenesse al principe di Polock Brjačislav Izjaslavič.
Il tridente è raffigurato sulla lapide della regina consorte di Francia Anna di Kiev (1051–1061), figlia di Jaroslav I di Kiev.
Al 2016 si conoscono più di duemila oggetti recanti le effigie dei Rjurik: monete, pendenti, sigilli, anelli, ornamenti sui foderi di spade, utensili, manoscritti; mattoni, tegole, pietre di chiese, castelli, palazzi. Soprattutto molti tryzuby sono presenti in diverse versioni sui ciondoli della Rus' di Kiev che servivano come distintivi o certificati dei funzionari della Rus' di Kiev.
Il tryzub divenne un simbolo araldico ereditario per i discendenti di Vladimir I, Svjatopolk I (1015-1019), Jaroslav I (1019-1054) e altri gran principi.
Il doppio dente era lo stendardo di Izjaslav I (1054–1073, 1076–1078), Svjatopolk II (1093–1113) e del principe galiziano Leone I Danilovič (1264–1301).
Il "Segno dei Rjurik" era diffuso in tutti i principati dello Stato kieviano per diversi secoli, ma subì delle modifiche, e in alcuni casi passò addirittura da tridente a bidente; oppure al classico tridente di Vladimir furono aggiunti una croce su uno dei bracci o sul lato, una falce di luna e altri ornamenti. Gli storici hanno scoperto che quando lo stemma passava di padre in figlio, venivano apportate piccole modifiche alla "versione del padre" - quindi c'erano molte varietà del "segno dei Rjurik".
Il tridente era anche usato come simbolo nel folklore ucraino e nell'araldica della chiesa.

Tridente su una moneta di Jaroslav il Saggio
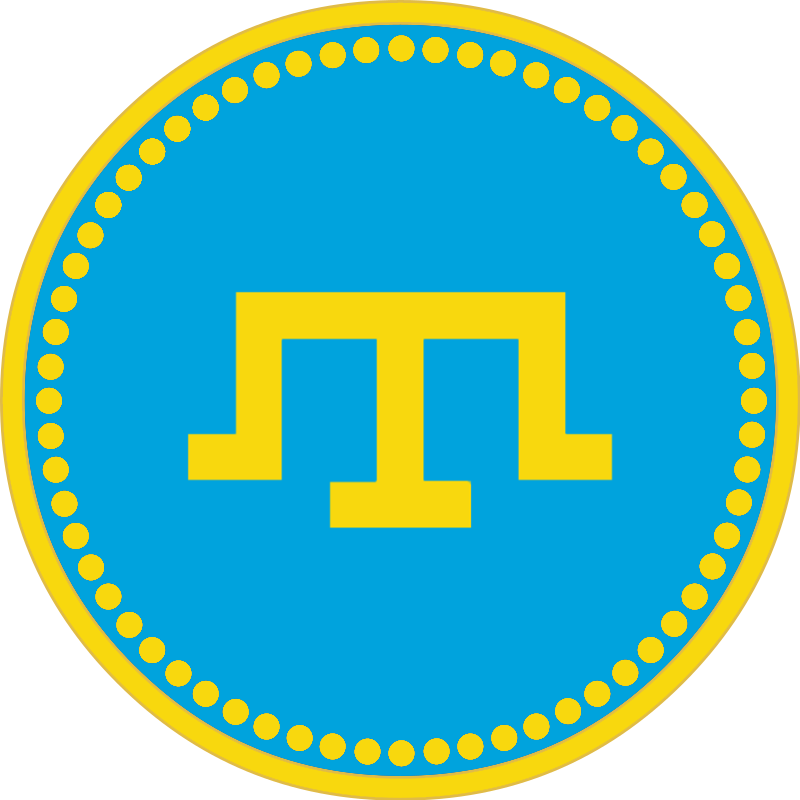
Stemma dei Tatari di Crimea
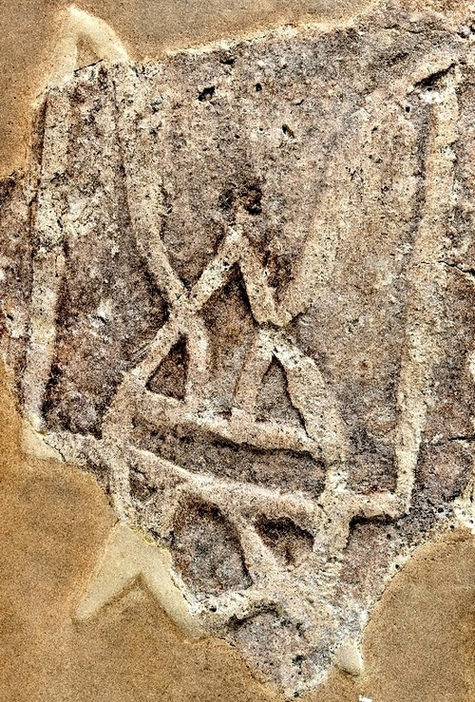
Mattone con tridente del principe Vladimir. X secolo (trovato nel 1908 tra le rovine della Chiesa delle Decime)

Secondo una ricerca di S. V. Beleckij, per 39 principi della 5ª-7ª generazione della famiglia Rurik vissuti tra la fine del X e l'inizio del XII secolo, sono ora noti poco più di 14 tipi di tryzuby, ovvero circa il 36% dei principi usavano dei propri stemmi. Per i rappresentanti delle successive sei generazioni di Rjurik (circa 280 persone) vissute tra il XII e il XIII secolo, Beleckij cita più di 250 tipi di stemmi principeschi, cioè più del 90% dei principi Rjurikidi usava "segni personali e ancestrali".

### Periodo dell'oblio
La riduzione dell'uso del tryzub iniziò a metà dell'XI secolo, quando cessò di essere coniato sulle monete della Rus' di Kiev. Soltanto Vladimir I, Jaroslav I e Svjatopolk I fecero coniare monete con il tridente.
I sigilli con il "segno dei Rjurikidi" furono usati ancora nel X-XIII secolo. A metà del XIII secolo scomparvero completamente come simboli statali o personali dei principi.
Il periodo dell'oblio del tryzub durò dalla metà del XIII secolo fino alla fine del XVIII secolo, quando furono trovate le prime monete della Rus' di Kiev con questo segno. I tentativi di analizzare il tryzub iniziarono all'inizio del XIX secolo e il termine "trizub" fu usato per la prima volta dallo storico russo Nikolaj Karamzin nella sua opera del 1815 Storia dello Stato russo.

### XX secolo

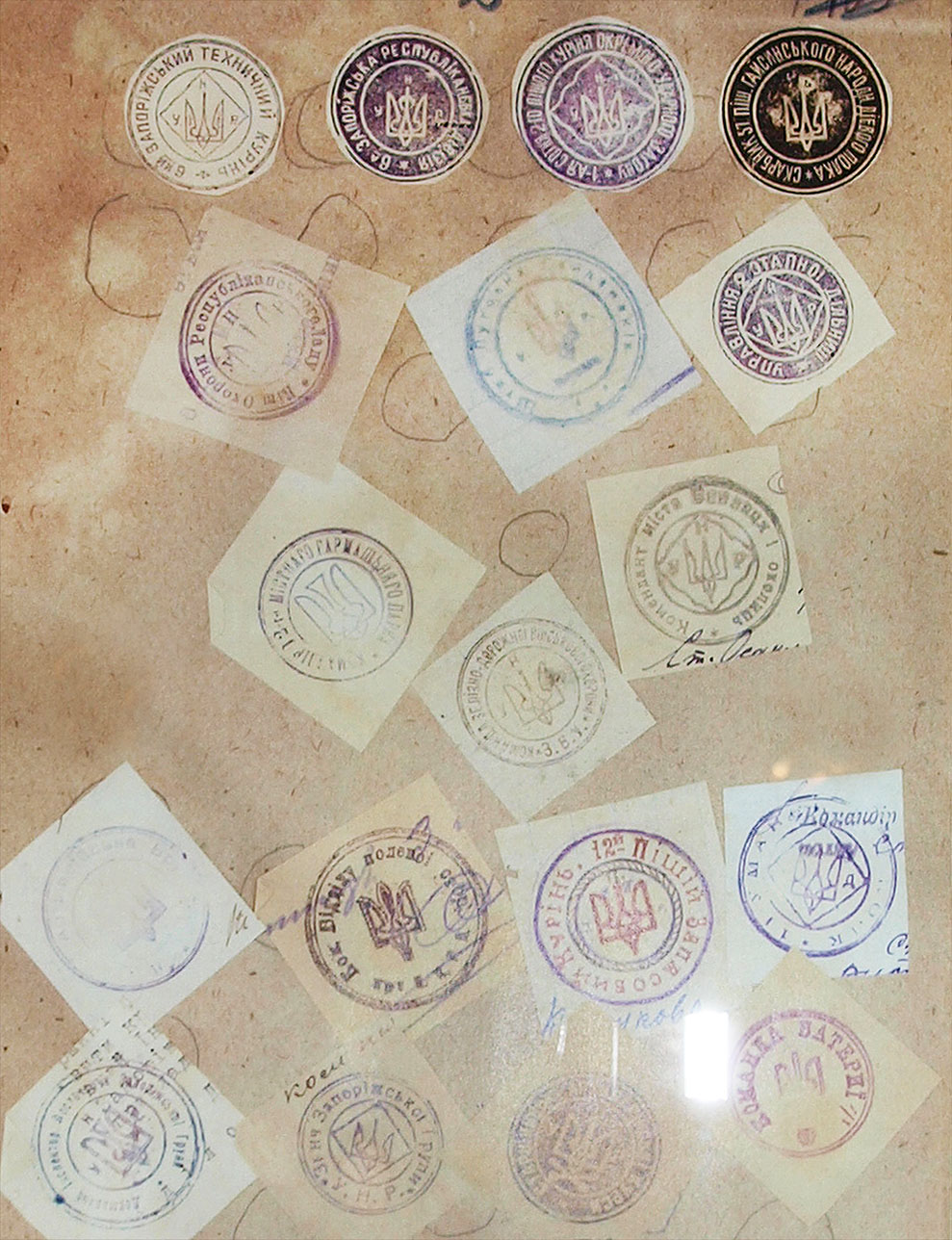
Sigilli e tirmbri usati dalla Repubblica popolare ucraina

Dopo la rinascita nel 1917 dello Stato ucraino indipendente come "Repubblica Popolare Ucraina" (RPU), il politico del Partito Socialdemocratico del Lavoro Ucraino e storico dell'arte Dmytro Antonovič propose il tryzub come emblema del nuovo Stato. A dicembre 1917, il tridente fu adottato come emblema della repubblica popolare ucraina e coniato sulle monete.
Infine, il tridente di Vladimir è stato adottato su suggerimento di Hruševs'kyj, come emblema di Stato della RPU dalla Mala Rada (12 febbraio 1918 a Korosten') e dalla Central'na Rada (22 marzo 1918). L'autore dei progetti era Vasil' Kryčevs’kyj. Contemporaneamente, il 22 marzo 1918, furono approvati gli emblemi grandi e piccoli della Repubblica popolare ucraina con il segno del tridente.
Come stemma dello Stato ucraino, il tridente rimase sotto l'Etmanato di Skoropads'kij (1918) e poi sotto il Direttorio della Repubblica Popolare Ucraina. L'emblema della flotta ucraina del Mar Nero (legge del 18 luglio 1918) era un tridente con una croce.

Tridente adottato dall'organizzazione dei nazionalisti ucraini.

Nel 1929, l'Organizzazione dei Nazionalisti Ucraini adottò il tryzub nel proprio stemma, sostituendo il dente centrale con una spada. Il 15 marzo 1939, anche il Sejm dell'Ucraina dei Carpazi riconobbe il tridente con una croce come emblema dello Stato. Alcune organizzazioni cattoliche ucraine hanno gli emblemi del tridente con una croce.
Le autorità sovietiche chiamarono il Tridente "un segno dei nazionalisti ucraini" e lo resero illegale.
All'inizio degli anni novanta, gli storici hanno dibattuto sulla legittimità dell'uso del tridente come emblema di Stato. Gli oppositori del tridente affermarono che era un segno della dinastia Rjurik e non aveva nulla a che fare con l'intero popolo ucraino. Volodymyr Šajan definì il tridente "il Grande Sacramento dell'anima ucraina".
Dopo il ripristino della statualità nazionale ucraina nel 1991, la Verchovna Rada con la sua risoluzione "Sull'emblema di Stato dell'Ucraina" del 19 febbraio 1992 ha approvato il tridente come l'emblema dell'Ucraina. Secondo l'articolo 20 comma 4 della Costituzione dell'Ucraina, adottata il 28 giugno 1996, l'elemento principale del grande emblema di Stato dell'Ucraina è il simbolo dello Stato Principesco di Volodymyr il Grande".

## Teorie e ipotesi sull'origine e il significato
Lo storico dell'arte ucraino Volodymyr Sičyns'kyj fornì un elenco di interpretazioni del tridente formulate fino alla metà del XX secolo:
1. Rappresentazione schematica e stilizzata di una colomba come simbolo dello Spirito Santo o altro uccello
2. Un fiore, candeliere o ornamento stilizzato
3. Un disegno stilizzato di un arco e una freccia, poi chiamato "kuša", usato come segno del magistrato di Kiev nei secoli XVI-XVIII.
4. La testa (estremità) della mazza o dello scettro del principe, o la corona come simbolo del potere nei secoli XVI-XVII.
5. Un vessillo diviso in tre parti
6. Un motivo di un'ancora
7. Una runa
8. Il monogramma di Vladimir
9. Una parola o un'intera frase
10. Il simbolo del fulmine, simile al "segno del serpente" delle tribù native del Nord America

Lo storico del XIX secolo Bernhard Karl von Koehne affermò che il tryzub rappresentava uno dei corvi Huginn e Muninn del dio norreno Odino presente nello stendardo del corvo.

## Galleria d'immagini

### Stemmi e simboli di famiglie

Moneta di Vladimir I
Moneta di Jaroslav I
Emblema delle Colonne di Gediminas
Colonne di Gediminas nell'emblema del Seimas della Lituania
Stemma della famiglia dei proprietari terrieri Kostjuškovyči-Choboltovs'ki di Volodymyr

### Emblemi di Stato

Piccolo emblema della Repubblica Popolare Ucraina (1917-1920)
Grande emblema della Repubblica Popolare Ucraina
Emblema dello Stato Ucraino (1918)
Emblema della Carpato-Ucraina (1939)
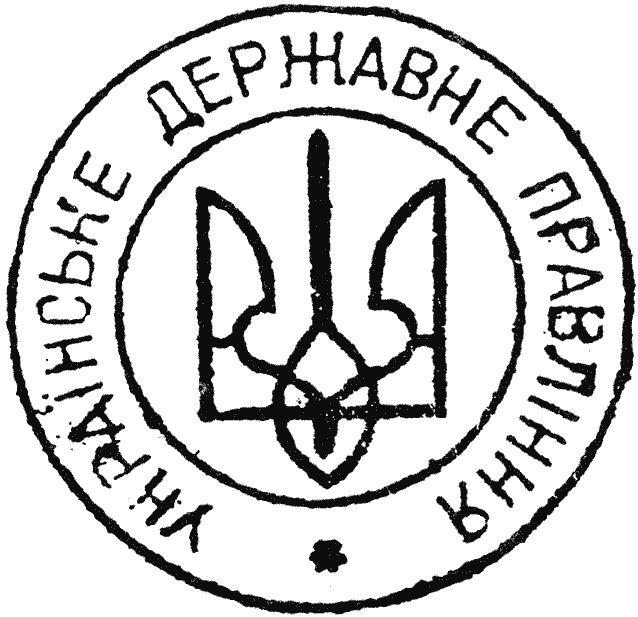
Sigillo con lo stemma del Governo Nazionale dello Stato Ucraino (1941)
Stemma dell'Ucraina (dal 1992)

### Moderni stemmi dioblasty, distretti e comuni ucraini

Oblast' di Dnipropetrovs'k
Oblast' di Žytomyr
Oblast' di Kirovohrad
Oblast' di Leopoli
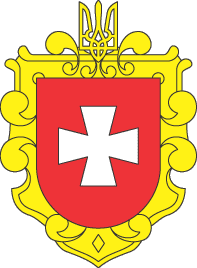
Oblast' di Rivne
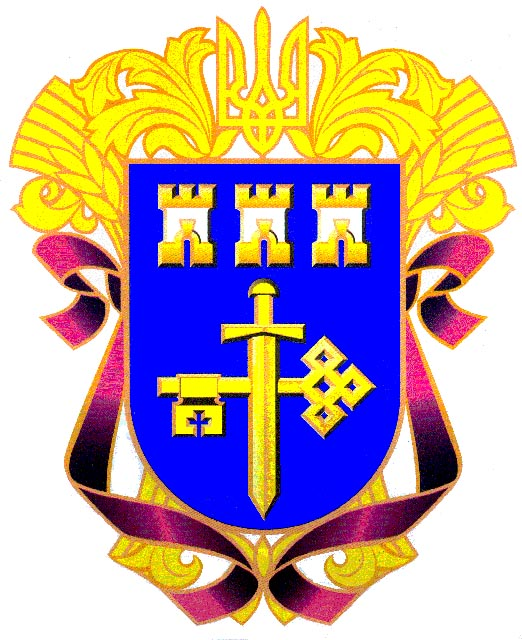
Oblast' di Ternopil'
Oblast' di Černihiv
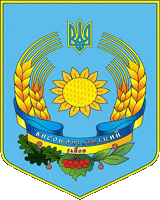
Distretto di Vysokopillja
Distretto di Volodymyr
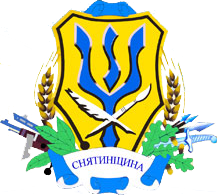
Distretto di Snjatyn
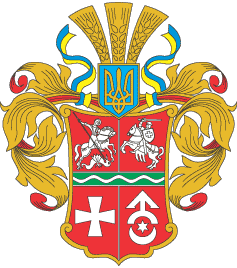
Distretto di Starokostjantyniv
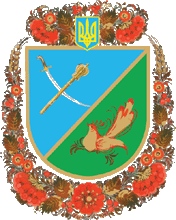
Distretto di Petrykivka
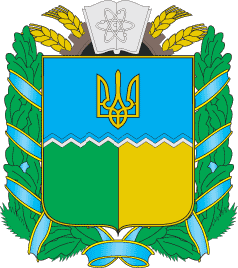
Distretto di Polis'ke
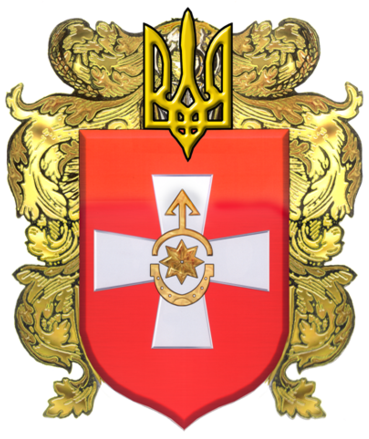
Distretto di Ostroh
Distretto della Desna
Città di Halyč
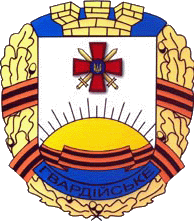
Città di Hvardijs'ke
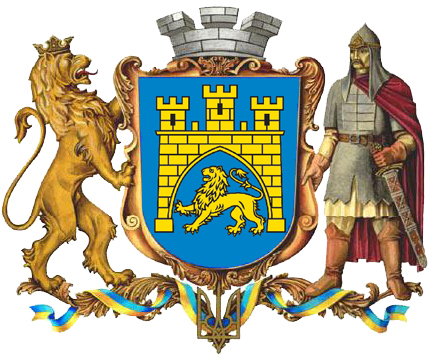
Città di Leopoli
Città di Novodnistrovs'k
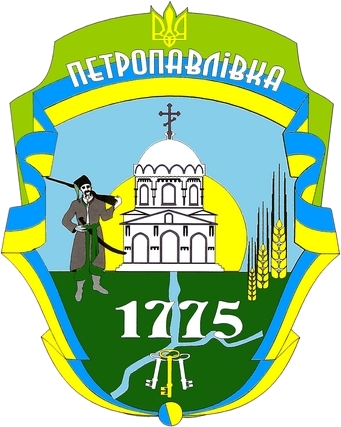
Città di Petropavlivka
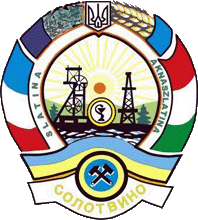
Città di Solotvyno
Città di Ternopil'
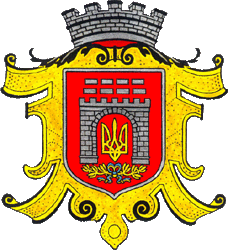
Città di Černivci
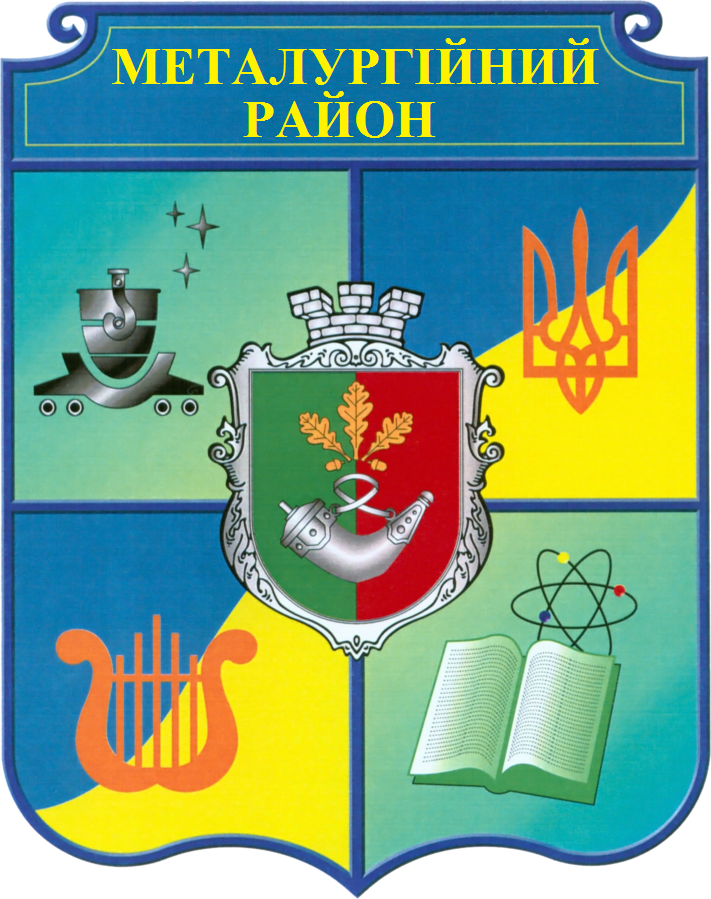
Distretto metallurgico di Kryvyj Rih

### Partiti politici e organizzazioni

Emblema dell'Organizzazione dei Nazionalisti Ucraini e dell'Unione dei Nazionalisti Ucraini.
Emblema dell'Organizzazione dei Nazionalisti Ucraini (Banderisti)
Emblema dell'UNA-UNSO
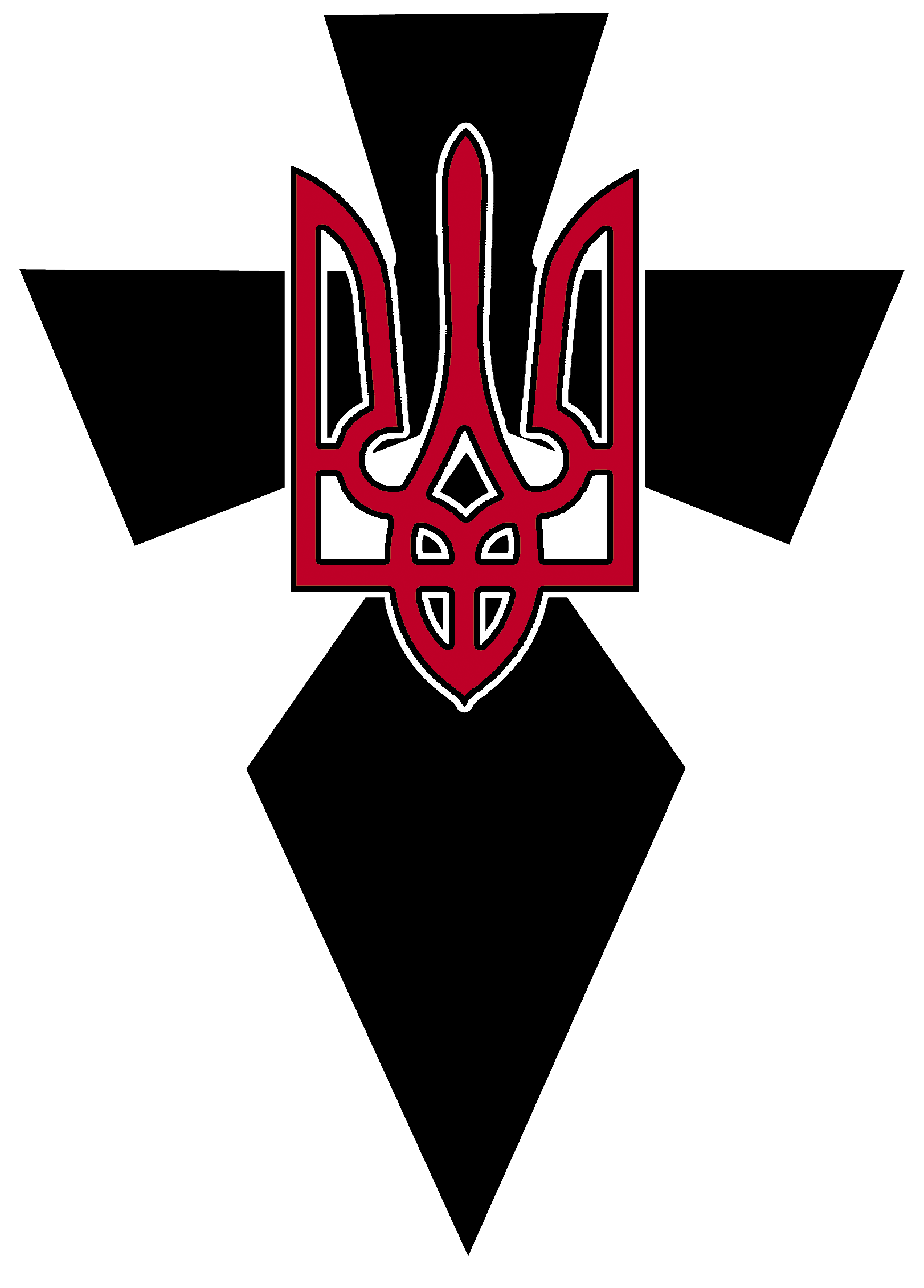
Emblema dell'Organizzazione Panucraina Tryzub
Emblema del partito Svoboda
Emblema dell'organizzazione scout Plast
Bandiera del Pravyj Sektor
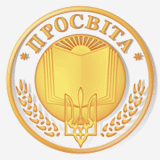
Emblema di Prosvita
Emblema dell'Associazione della gioventù ucraina
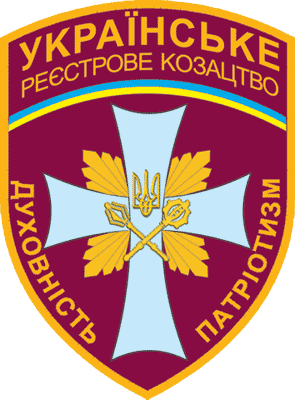
Simbolo della comunità dei cosacchi ucraini registrati
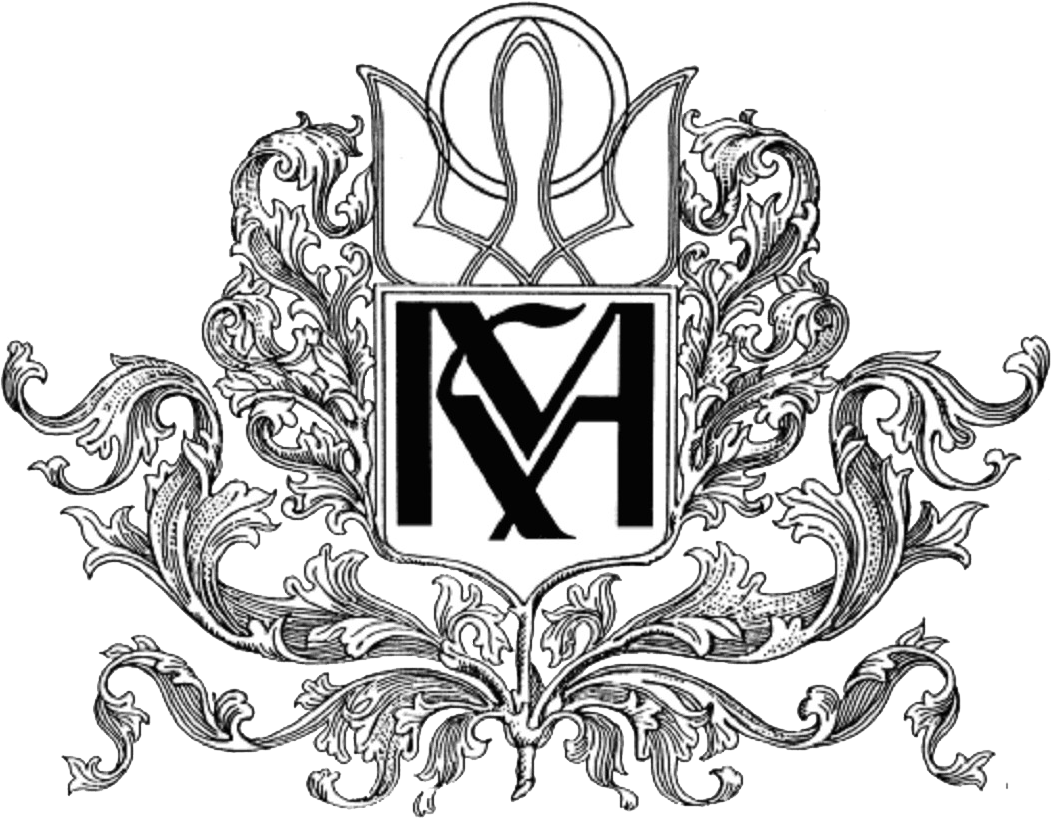
Simbolo dell'Università nazionale accademia Mogila di Kiev
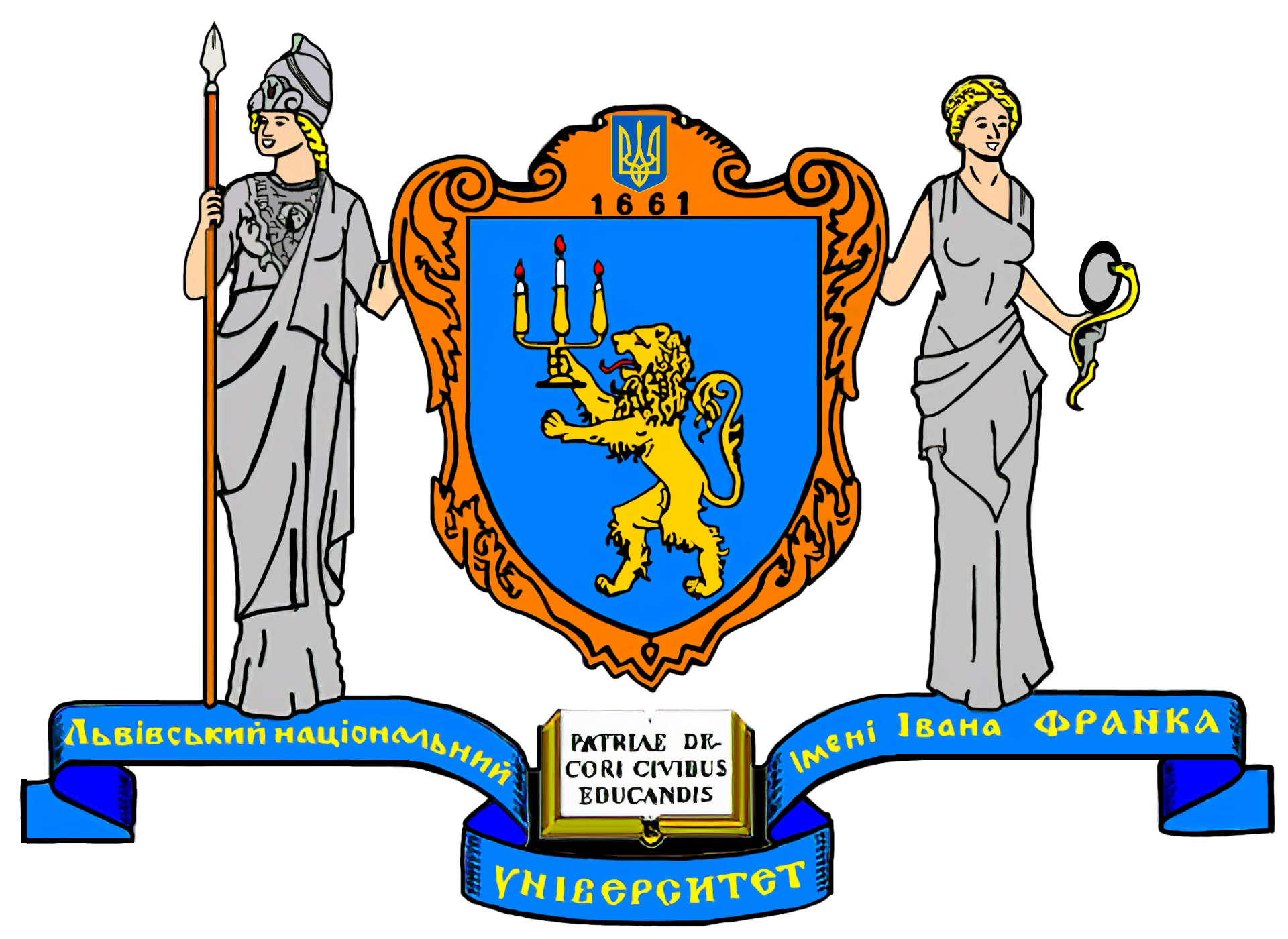
Simbolo dell'Università di Leopoli
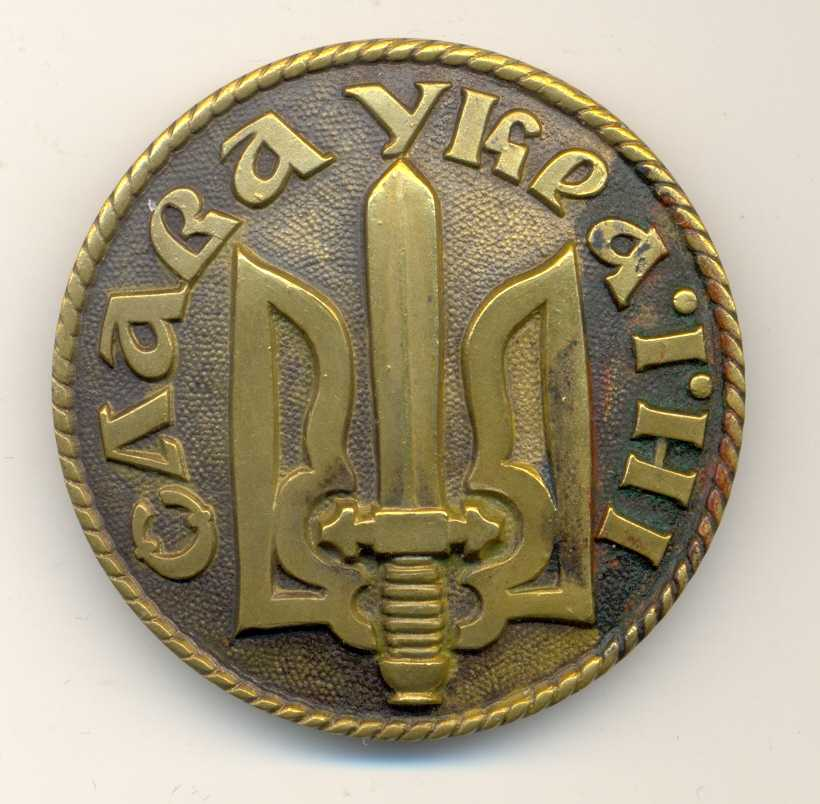
Distintivo della Bergbauernhilfe
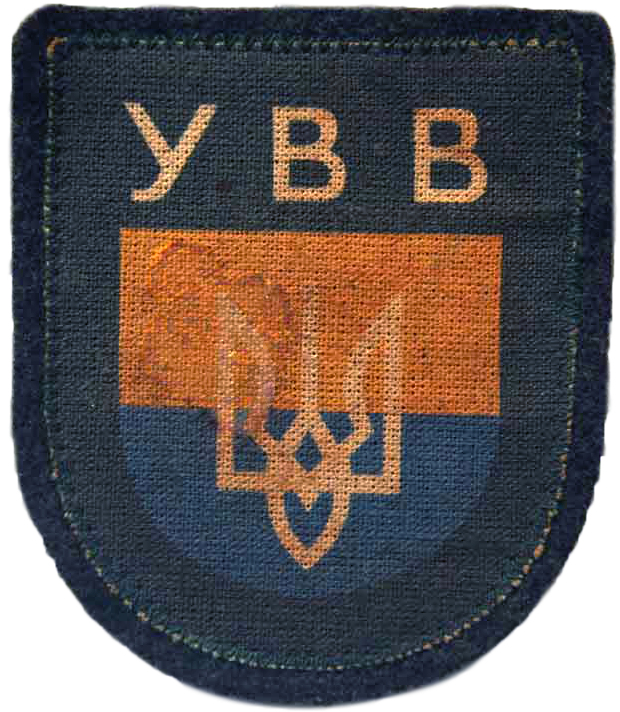
Toppa del Esercito di liberazione ucraino
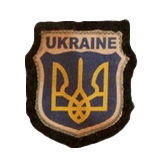
Toppa dell'Ukraïns'ka Nacional'na Armija

### Armoriale delle forze armate italiane
Durante la seconda guerra mondiale, alcune unità delle forze armate italiane partecipanti alla Campagna italiana di Russia e insignite di ricompense al valor militare inserirono nei loro stemmi il "tridente bizantino d'Ucraina".

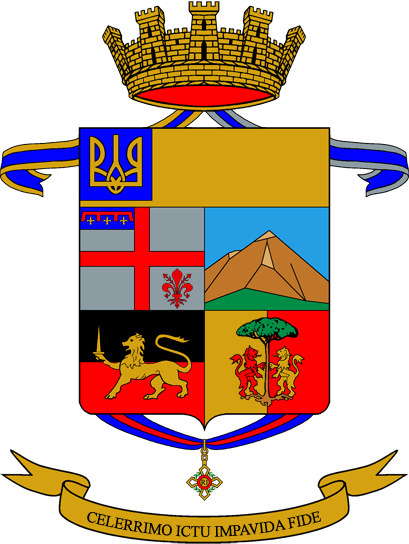
37º Reggimento fanteria "Ravenna"
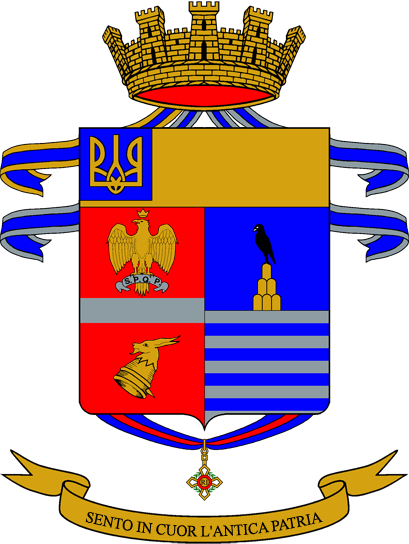
53º Reggimento fanteria "Umbria"
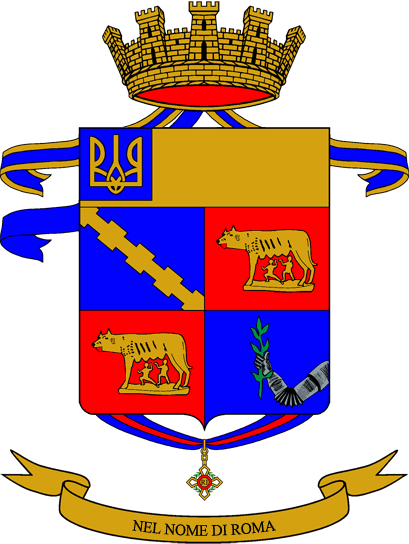
80º Reggimento fanteria "Roma"
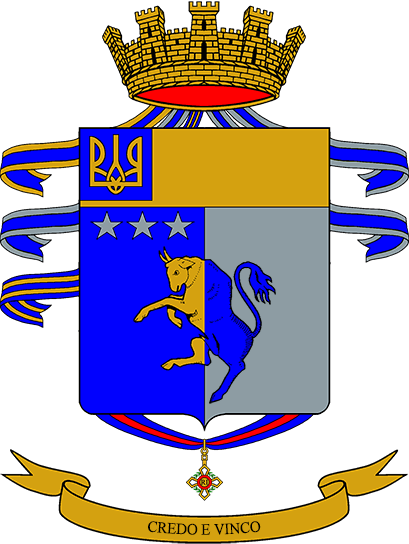
82º Reggimento fanteria "Torino"
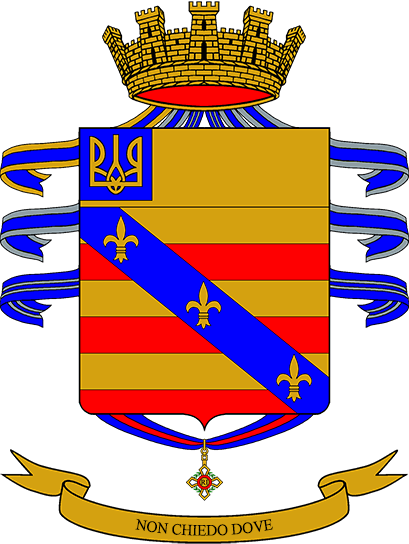
89º Reggimento fanteria "Salerno"
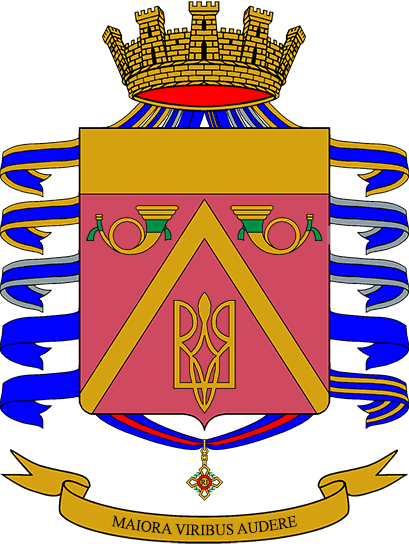
3º Reggimento bersaglieri
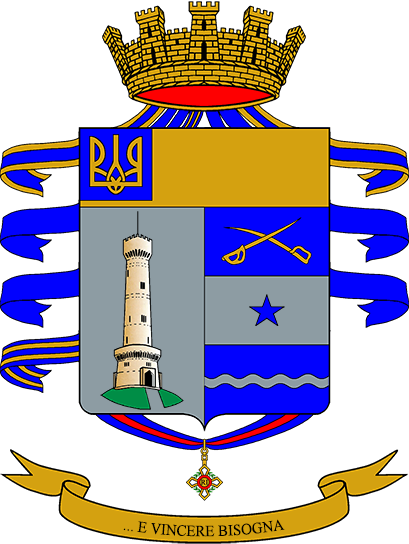
6º Reggimento bersaglieri
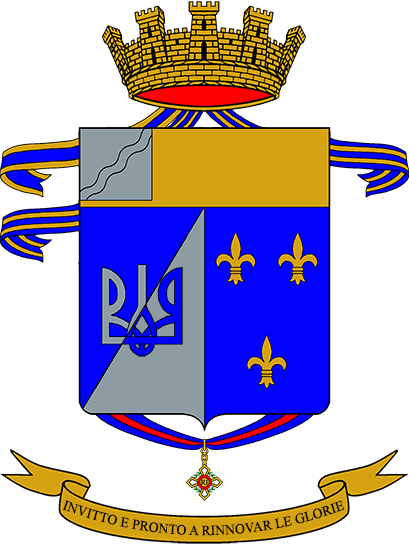
18º Reggimento bersaglieri
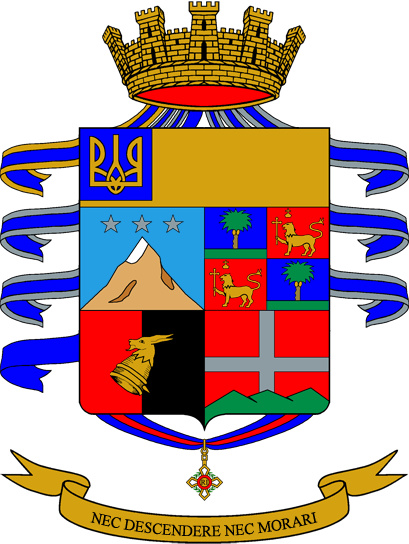
Battaglione alpini "Mondovì"
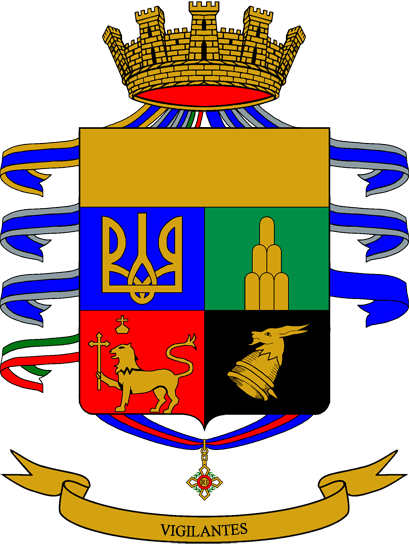
2º Reggimento alpini
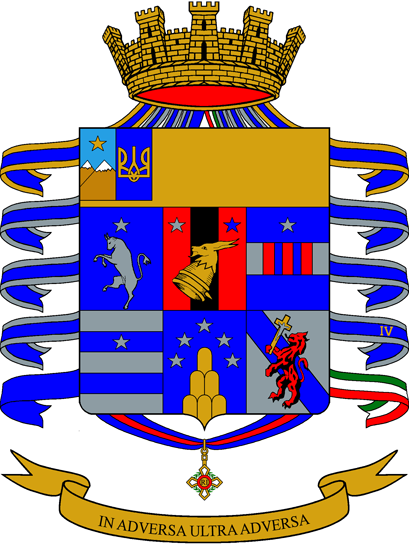
4º Reggimento alpini paracadutisti
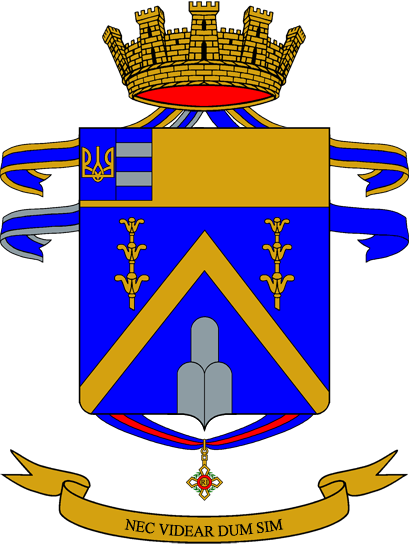
5º Reggimento alpini
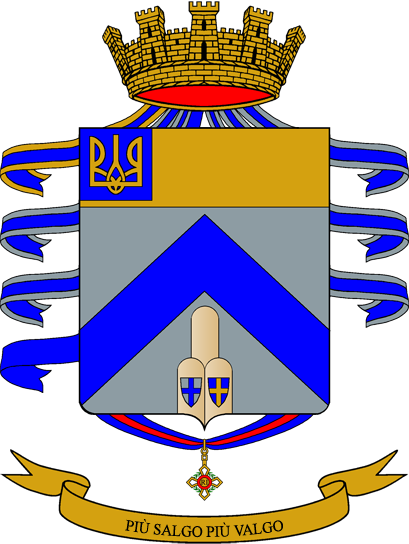
6º Reggimento alpini
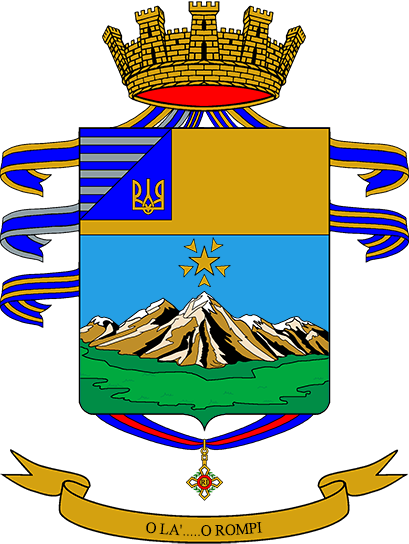
8º Reggimento alpini
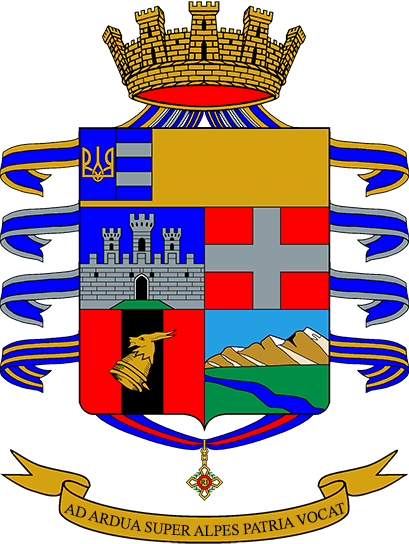
9º Reggimento alpini
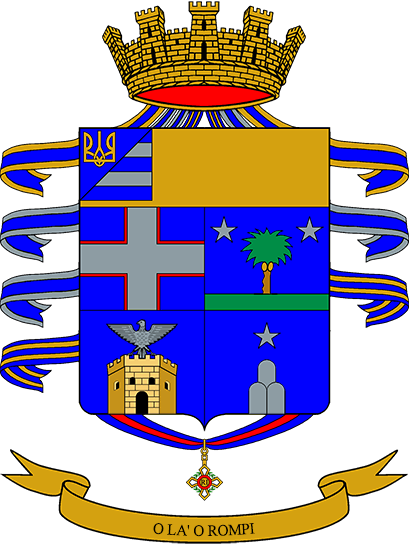
14º Reggimento alpini
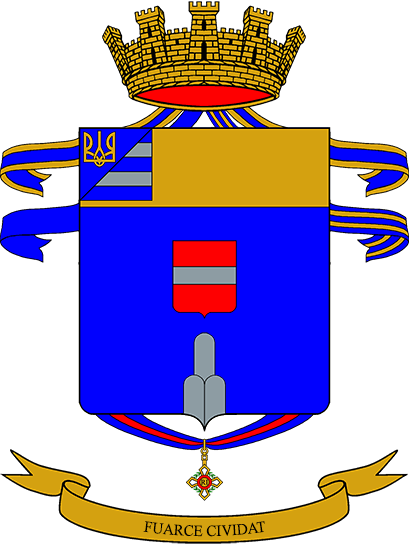
15º Reggimento alpini
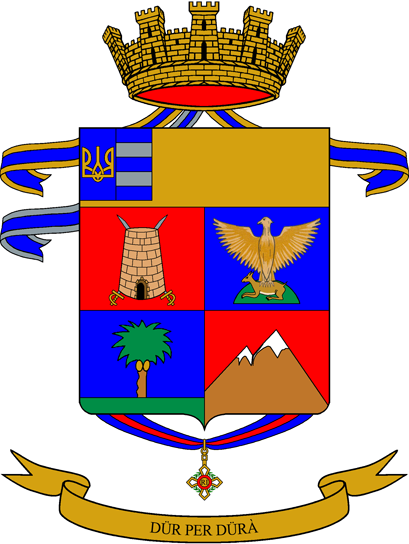
18º Reggimento alpini
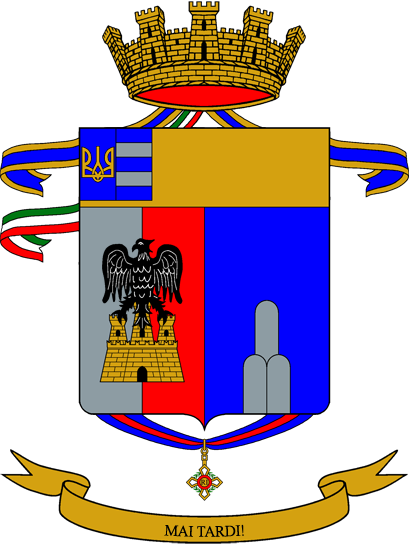
Battaglione alpini "Tirano"
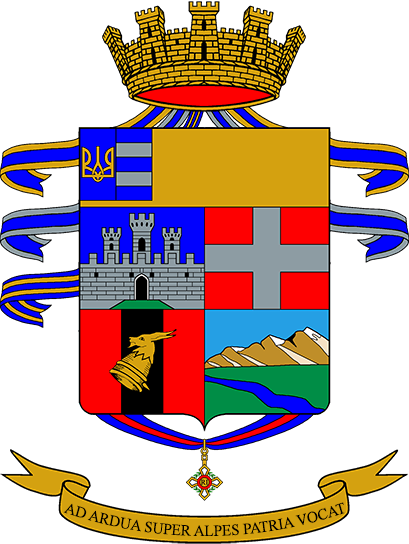
Battaglione alpini "Vicenza"
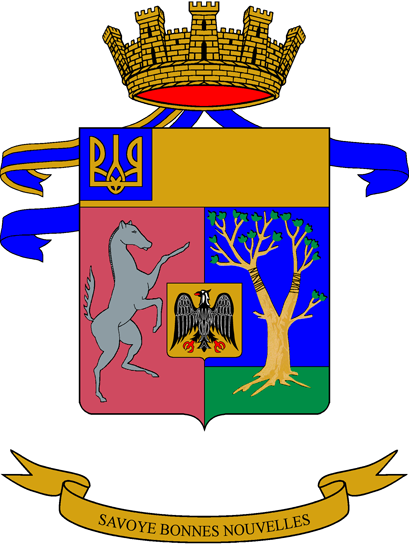
Reggimento "Savoia Cavalleria" (3°)
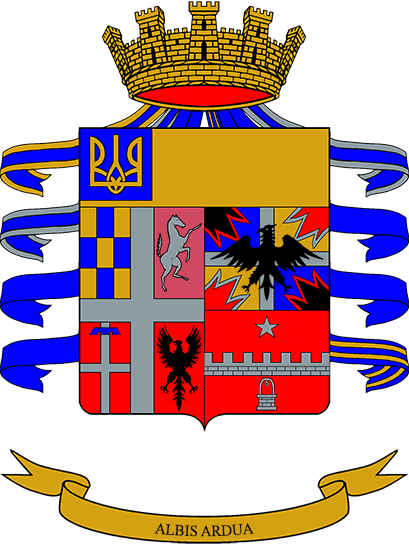
Reggimento "Lancieri di Novara" (5º)
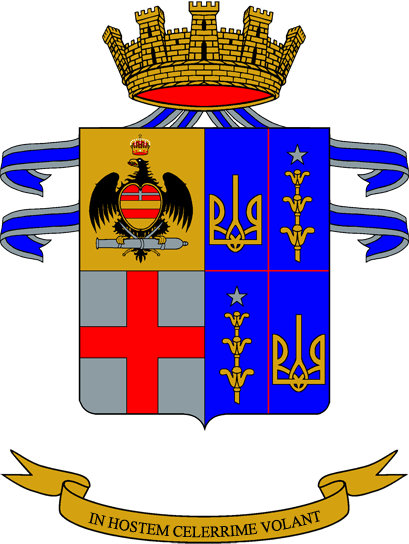
Reggimento Artiglieria Terrestre "a Cavallo"
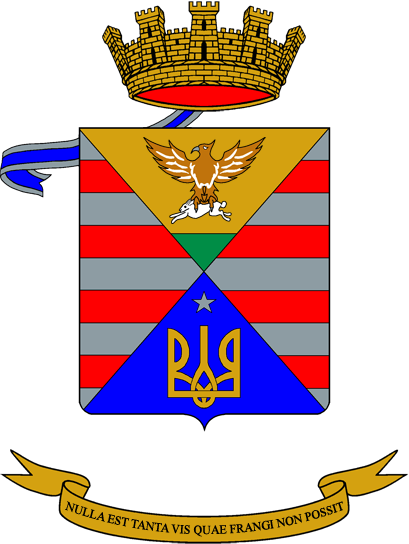
2º Reggimento artiglieria "Potenza"
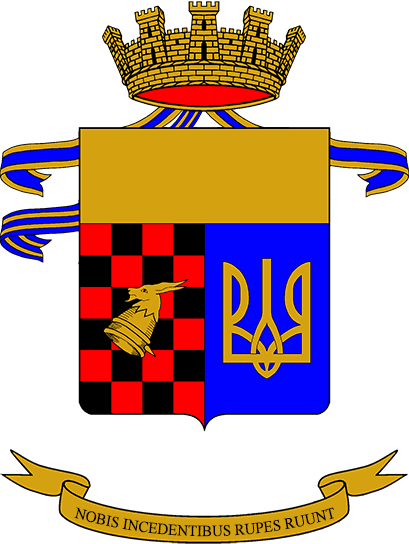
3º Reggimento artiglieria terrestre (montagna)
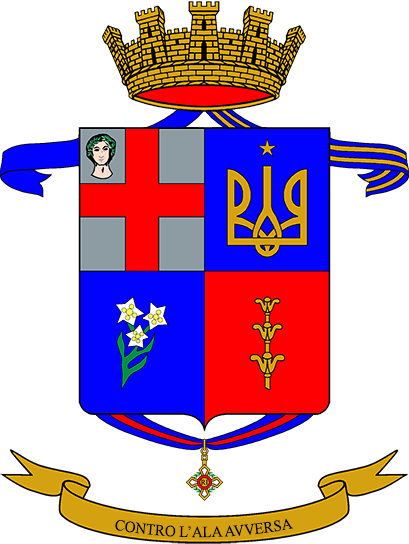
4º Reggimento artiglieria controaerei "Peschiera"
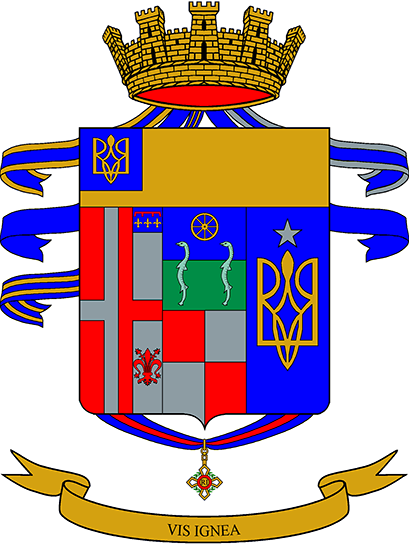
8º Reggimento artiglieria terrestre "Pasubio"
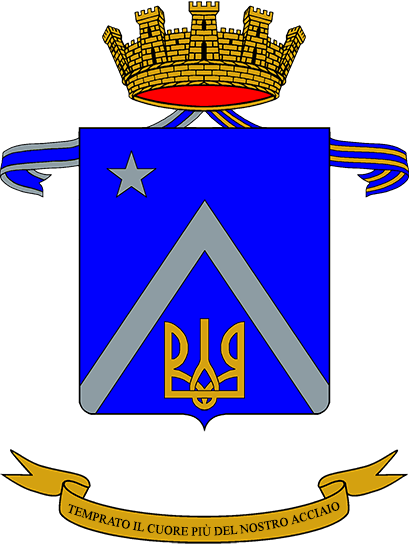
11º Reggimento artiglieria da campagna semovente "Teramo"
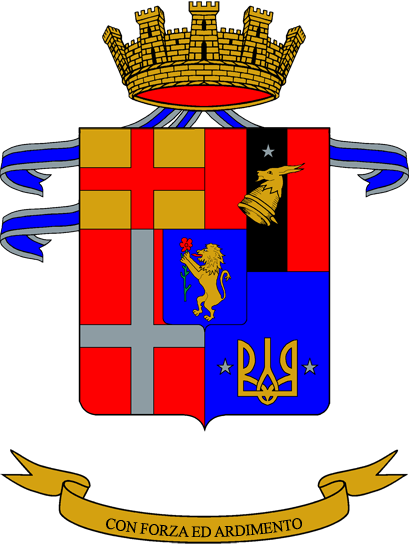
17º Reggimento artiglieria contraerei "Sforzesca"
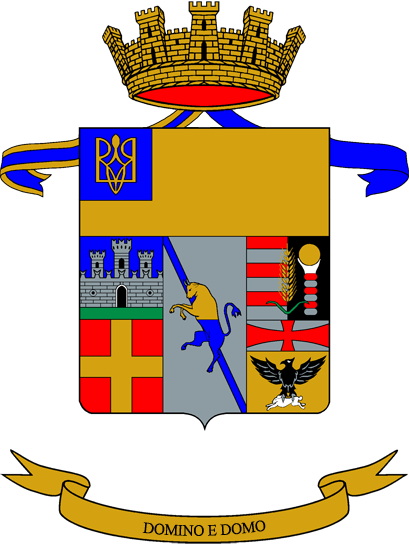
52º Reggimento artiglieria terrestre "Torino"
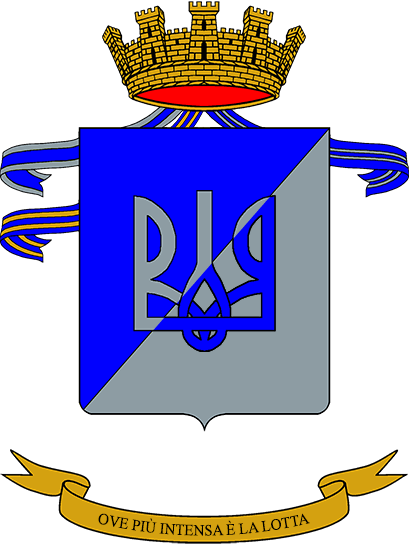
108º Gruppo artiglieria "Cosseria"
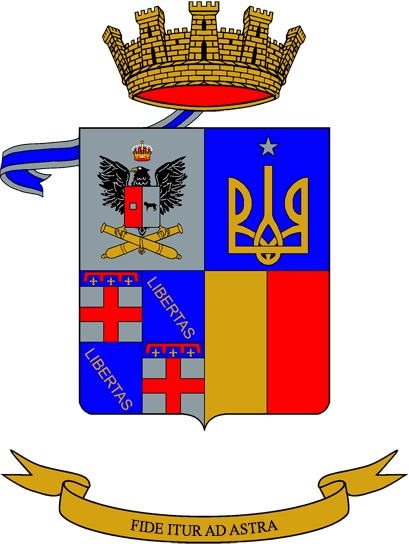
121º Gruppo artiglieria
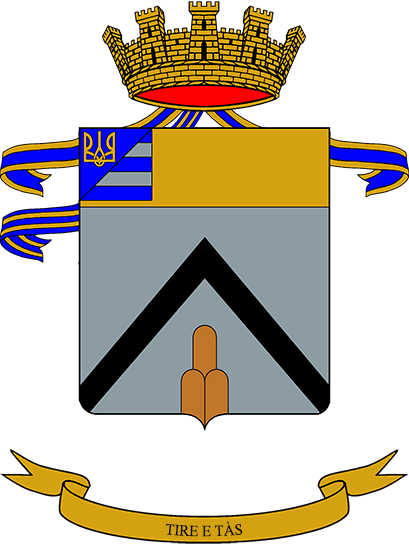
Gruppo artiglieria da montagna "Udine"
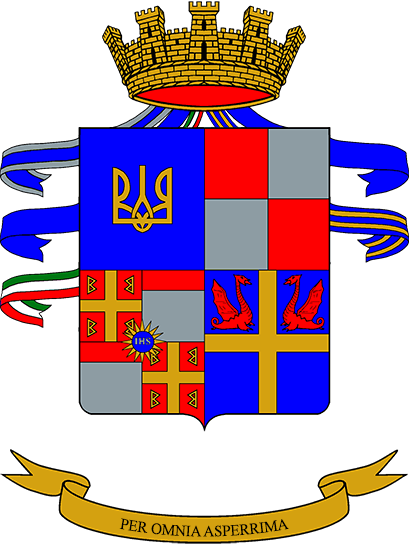
2º Reggimento genio guastatori alpino
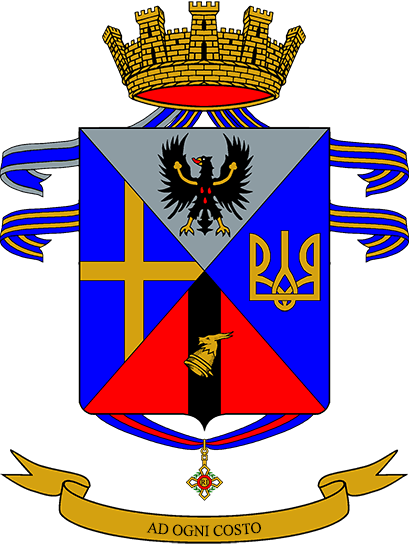
4º Reggimento genio guastatori
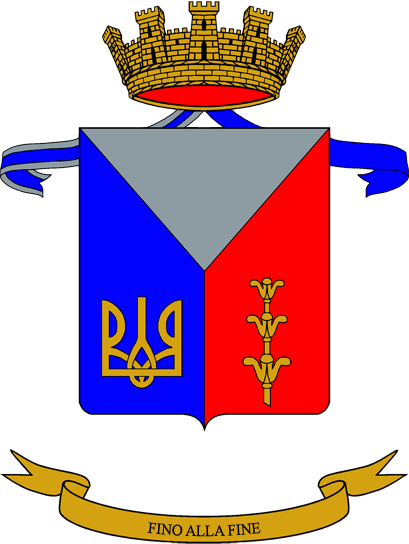
32º Reggimento genio guastatori
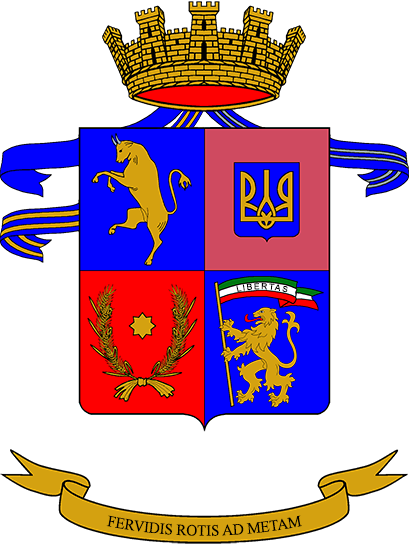
Reggimento genio ferrovieri
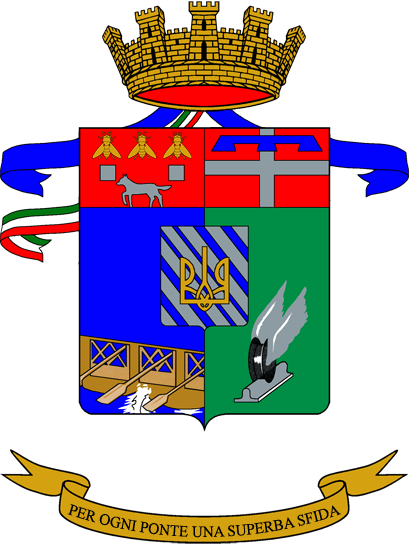
2º Reggimento genio pontieri
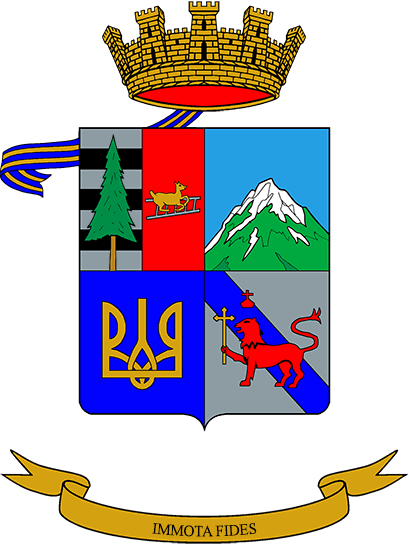
Corpo Veterinario dell'Esercito